# Ana Belén Álvaro
Ana Belén Álvaro Bascuñana (24 de abril de 1969, Cuenca) es una jugadora española de baloncesto profesional ya retirada. Conquense de nacimiento, y catalana de adopción, se cría en Mollet del Vallés, donde se forma como jugadora. Fue 202 veces internacional por España, siendo sus logros más significativos con la roja el Eurobasket de 1993, y un meritorio quinto puesto en los Juegos Olímpicos de Barcelona. Actualmente es entrenadora de equipos masculinos

## Palmarés nivel de Clubes y Selección
- Eurobasket 1993 ( Peruggia)
- 6 Ligas españolas
- 4 Copas de la Reina
- 2 Euroligas con el Dorna
- Elegida dos veces mejor base europea[3]
- 5 puesto y diploma olímpico Olimpiadoas de Barcelona con España.